# Dave Silk
Temple de la renommée hockey américain :
David Mark "Silky" Silk (né le 1er janvier 1958 à Scituate (Massachusetts)) est un joueur de hockey sur glace américain.

## Carrière

### Amateur
Silk commence à jouer dans son école, le Thayer Academy, dans sa ville natale, où il marque 85 points lors de sa première saison. Il rejoint ensuite l'université de Boston et son équipe de hockey, les Terriers, où il fait la connaissance de Mike Eruzione, Jim Craig et Jack O'Callahan. En 110 matchs, il marque 120 buts. Il est élu New England Rookie of the Year à la fin de la saison 1976–1977, remporte le championnat NCAA en 1977 et 1978, est sélectionné dans l'ECAC Second All-Star Team en 1978.
En 1979, il intègre l'équipe des États-Unis de hockey sur glace. Le sélectionneur Herb Brooks forme une équipe pour jouer les Jeux olympiques d'hiver de 1980 à Lake Placid. Silk devient un cadre de cette équipe lors des matchs de préparation et est nommé pour les Jeux. Lors de la phase finale, les États-Unis battent l'URSS 4 buts à 3. Ce match sera surnommé le "Miracle sur glace". Après une autre victoire contre l'équipe de la Finlande 4 à 2, où Silk fait eux assistances, les Américains gagnent la médaille d'or. Il est nommé Sportif de l'année comme toute l'équipe pour Sports Illustrated.
Dave Silk est sélectionné 63 fois, dont sept au cours des Jeux olympiques. Il marque 14 buts, dont 2 à Lake Placid.

### Professionnel
Au repêchage amateur de la LNH 1978, Dave Silk est choisi dans la 4e ronde, à la 59e place par les Rangers de New York. Trois jours après sa médaille olympique, le 3 mars 1980, il signe un contrat avec eux, jouant le plus souvent au centre ou à l'aile droite. Lors de la saison 1982-1983, il joue pour des équipes mineures, les Oilers de Tulsa en LCH et les Whalers de Binghamton en LAH.
Il continue en NHL avec les Bruins de Boston, les Red Wings de Détroit et les Jets de Winnipeg en même temps que leurs clubs mineurs affiliés. Au total, Silk a joué 249 matchs en NHL.
En 1986, il reçoit une offre du Mannheimer ERC et part en Allemagne. En trois ans, il devient le meilleur buteur de l'équipe aux côtés de Paul Messier, Peter Obresa, Georg Holzmann, Marcus Kuhl. À la fin de la première saison, il est vice-champion. En 117 matchs, il inscrit 75 buts. En 1989, il s'engage avec le BSC Preussen à Berlin. Au bout de deux saisons, il joue 90 matchs et fait 62 buts. Il prend sa retraite à la fin de la saison 1990-1991.

### Retraite
Il revient à l'université de Boston où il est nommé entraîneur-assistant deux ans.
Silk est inscrit au Temple de la renommée du hockey américain, United States Olympic Hall of Fame et au Massachusetts Hockey Hall of Fame. 
Au cours de ses études à Boston, Silk obtient un diplôme en management et intègre plus tard Bear Stearns.